# Ulota novae-seelandiae
Ulota novae-seelandiae är en bladmossart som beskrevs av George Osborne King Sainsbury 1955. Ulota novae-seelandiae ingår i släktet ulotor, och familjen Orthotrichaceae. Inga underarter finns listade i Catalogue of Life.